# The Greatest View
"The Greatest View" é o primeiro single de Diorama, o quarto álbum da banda australiana Silverchair, que foi lançado em 2002. Esta é uma das três músicas que fazem parte do álbum (as outras duas foram "World Upon Your Shoulders" e "Too Much of Not Enough") que foram feitas com uma Rickenbacker de 12 cordas.
Antes de 2007, a música nunca tinha entrado nas paradas musicais nos EUA. Em seguida, ela alcançou a posição # 36 na Modern Rock Tracks, devido a um lançamento de um EP da banda que foi lançado pela Warner Bros Records. A Music Choice lista esta canção como sendo uma parte do álbum de 2007, Young Modern.
Essa música também é destaque no jogo Tiger Woods PGA Tour 2003.

## Desempenho nas paradas
| Parada musical (2002)             | Posição |
| --------------------------------- | ------- |
| Australian Singles Chart          | 3       |
| Canadian Singles Chart            | 4       |
| New Zealand Singles Chart         | 4       |
| UK Singles Chart                  | 85      |
| Parada musical (2007)             | Posição |
| U.S. Billboard Modern Rock Tracks | 36      |